# Marie-Thérèse Sanchez-Schmid

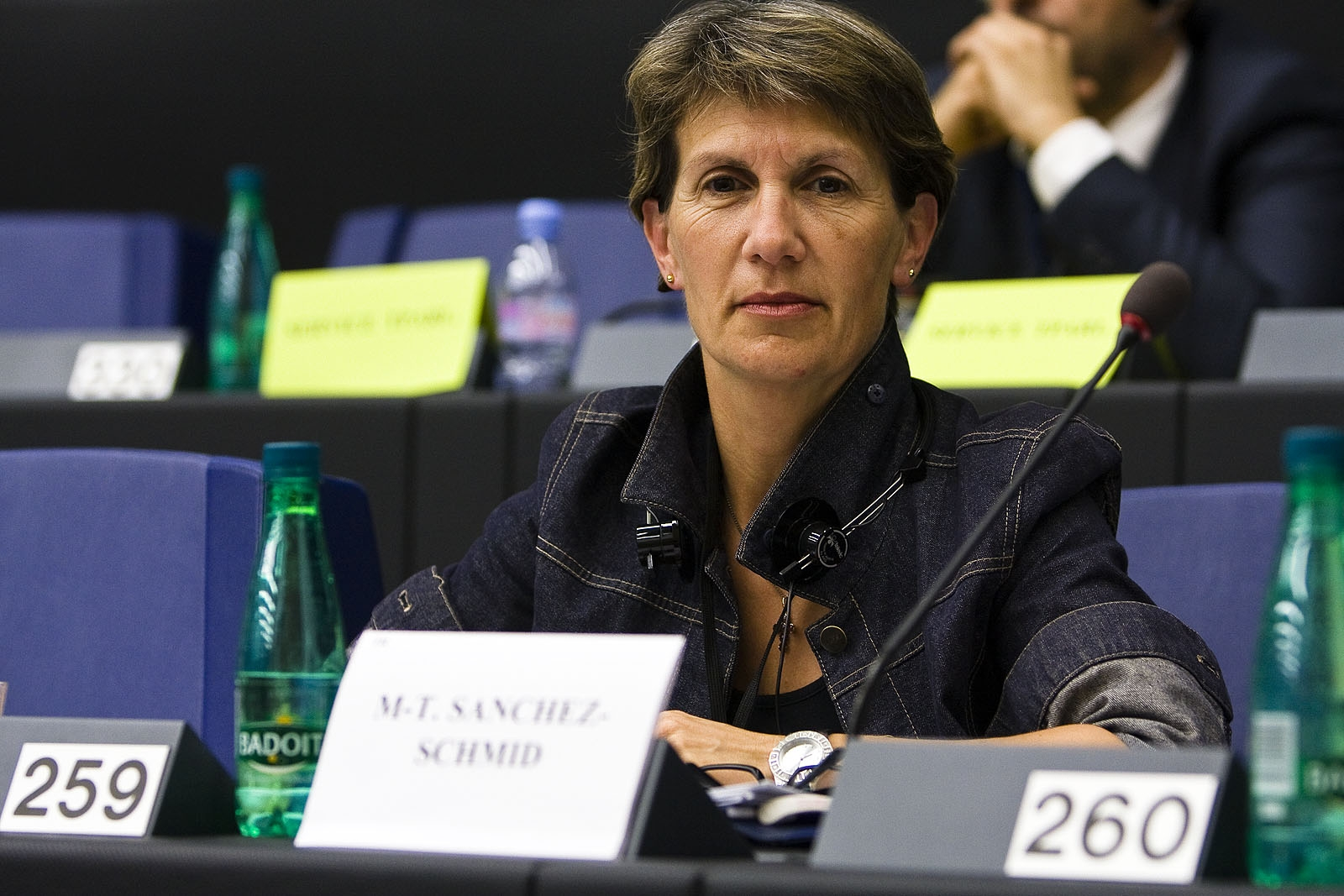
Marie-Thérèse Sanchez-Schmid en el Parlamento europeo

Marie-Thérèse Sanchez-Schmid, conocida también como Maïté Sanchez-Schmid, (Perpiñán 15 de noviembre de 1957) es una política francesa, miembro de la UMP.
El 13 de abril de 2014 Maïté Sanchez-Schmid aseguró que Europa "nunca ha cerrado las puertas" a una eventual Cataluña independiente y "que si los actuales tratados no contemplan la adhesión de nuevos países que antes formaban parte de un estado miembro es porque hasta ahora no se ha dado el caso, pero que llegado el momento el organismo se adaptará al nuevo escenario".

## Biografía
Profesora de inglés, Marie-Thérèse Sanchez-Schmid enseñó de 1979 a 2009.
Marie-Thérèse Sanchez-Schmid fue adjunta del alcalde de Perpiñán encargada de la educación y de la infancia, de las relaciones públicas y las relaciones internacionales, presidió la Comisión Europa de la ciudad de 1993 a 2009.
Fue elegida diputada europea en las Elecciones europeas de 2009 en Francia del 7 de junio de 2009, y permaneció en el escaño hasta el 1 de julio de 2014. Durando este tiempo fue miembro del grupo PPE (Partido Popular Europeo), donde fue vice-coordinadora de la comisión de cultura y educación y suplente en la comisión de desarrollo regional. Fue miembro de la delegación por las relaciones con África del Sur, y miembro suplente de la delegación por las relaciones con los países del Màixriq y de la delegación de la Asamblea parlamentaria euro-mediterránea. 
También creó el Grupo de Amistad UE-Andorra en el parlamento Europeo. Fue vicepresidenta de las comisiones parlamentarias «Caminos de Santiago» (Les chemins de Saint-Jacques) y "URBAN" (desarrollo urbano), igualmente participó en la «viticulturas, tradiciones y calidad alimentaria».
En mayo de 2013, fue nominada para el título «Diputado europeo del año» en la categoría «desarrollo regional» por la revista Parliament Magazine. Aunque fue la presidenta de la comisión del Desarrollo regional Danuta Hübner quién se llevó finalmente el premio. En febrero de 2014, volvió a ser nominada para el mismo título, por un trabajo sobre la interoperabilidad ferroviaria.

### LibroAve coeur des femmes
Marie-Thérèse Sanchez-Schmid es autora del libro Al corazón de las mujeres, Ave cœur des femmes (éditions Atalaya), que presenta un panorama de los derechos conseguidos por las mujeres francesas desde 1944 a la actualidad.